# Jean-Pascal Zadi
Jean-Pascal Zadi (Bondy, 22 agosto 1980) è un comico e attore francese di origine ivoriana.

## Biografia
I genitori, entrambi ivoriani di etnia bété, immigrano in Francia nel 1977, ottenendo la cittadinanza francese nel 1981 con la regolarizzazione di migranti perseguita dalla presidenza Mitterrand. Quinto di dieci figli, Jean-Pascal sarà il primo a nascere in Francia. La famiglia si trasferisce all'età di 5 anni ad Hérouville-Saint-Clair, poi ad Ifs. Suo padre fonda diverse attività senza troppo successo, mentre la madre lavora come donna delle pulizie in un hotel. Per integrarsi, viene cresciuto parlando solo il francese a casa. Da giovane milita a livello dilettantistico nel club di Régional 1 Mondeville, assieme a futuri calciatori come Cédric Hengbart. Laureato in lettere, studia brevemente recitazione al cours Simon.
Dopo un passato come rapper e videomaker, si fa notare nel 2020, all'età di quarant'anni, col film comico Semplicemente nero, di cui è regista, sceneggiatore e protagonista: il film attira 800 000 spettatori in piena pandemia di Covid-19 e gli frutta il premio César per la migliore promessa maschile. Comincia così ad ottenere ruoli da caratterista in svariate produzioni francesi, perlopiù commedie, grazie all'espressione stralunata e un'altezza pari a 1,93 metri. Nel 2023 crea per Netflix la serie TV Candidato unico, di cui è nuovamente protagonista.

## Filmografia parziale

### Attore

#### Cinema
- Parlami di te (Un homme pressé), regia di Hervé Mimran (2018)
- Taxxi 5 (Taxi 5), regia di Franck Gastambide (2018)
- Cut! Zombi contro zombi (Coupez!), regia di Michel Hazanavicius (2022)
- Fumare fa tossire (Fumer fait tousser), regia di Quentin Dupieux (2022)
- L'amore che non muore (L'Amour ouf), regia di Gilles Lellouche (2024)

#### Televisione
- Cherif – serie TV, episodio 6x03 (2019)

### Attore, regista e sceneggiatore
- Semplicemente nero (Tout simplement noir) (2020)
- Candidato unico (En place) – serie TV, 12 episodi (2023-2024)

## Riconoscimenti
- Premio César
  - 2021 – Migliore promessa maschile per Semplicemente nero
  - 2021 – Candidatura alla migliore opera prima per Semplicemente nero
- Premio Lumière
  - 2021 – Candidatura alla migliore promessa maschile per Semplicemente nero
  - 2021 – Candidatura alla migliore opera prima per Semplicemente nero

## Doppiatori italiani
Nelle versioni in italiano dei suoi film e serie televisive, Jean-Pascal Zadi è stato doppiato da:
- Simone Crisari in Candidato unico, L'amore che non muore
- Raffaele Carpentieri in Cut! Zombi contro zombi
- Riccardo Burbi in Asterix e Obelix: il duello dei capi